# マトラ (自動車)
マトラ・オトモビル（Matra Automobile ）はかつて存在したフランスの自動車メーカー。

## 沿革

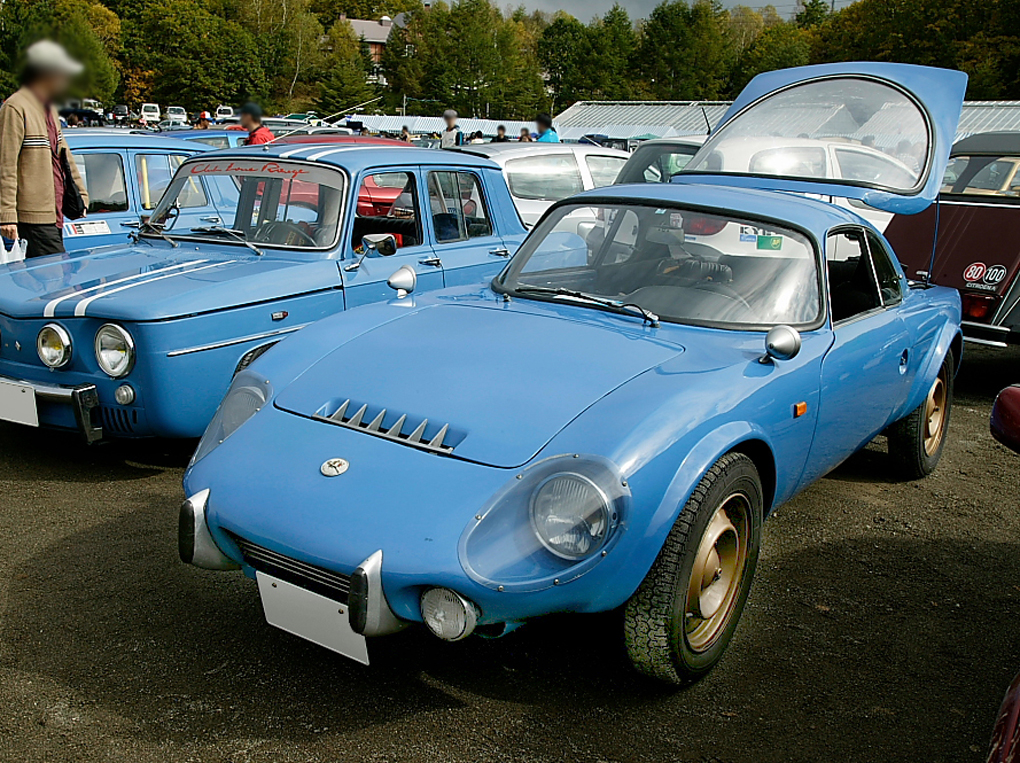
マトラ・ボネ・ジェットV （5）S
(fr:Djet)

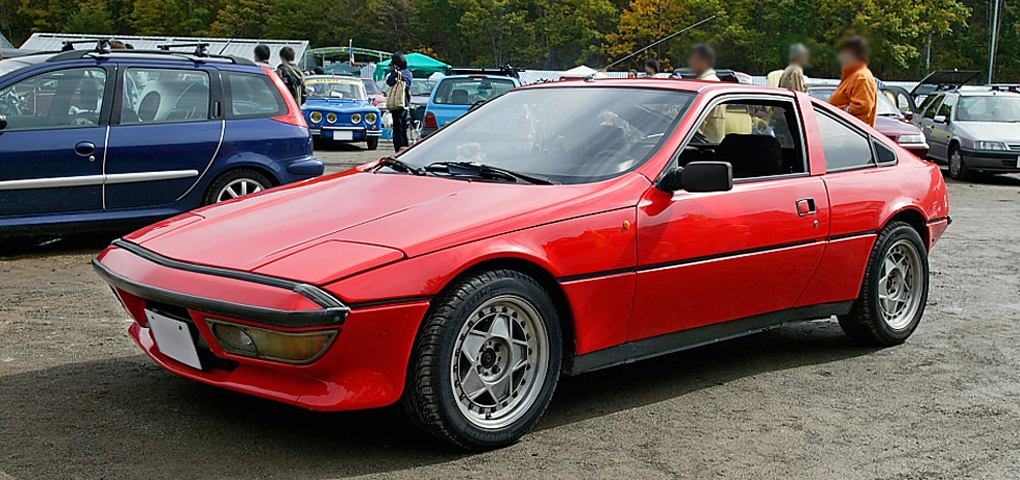
タルボ・マトラ・ムレーナ

マトラはミサイル製造から事業を拡大した航空宇宙関連の工業コングロマリットであったが、グループの一社がスポーツカーメーカーのオトモビル・ルネ・ボネにボディ用のFRPを卸していたのをきっかけに自動車産業にも関わるようになった。1964年末、経営危機に陥ったルネ・ボネを傘下に収め、グループ経営者のジャン＝リュック・ラガルデール(Jean-Luc Lagardère) が初代社長に就任した。1962年からルネ・ボネで製造されていた世界初の量産ミッドシップスポーツカー「ジェット (Djet) 」を改良し、「マトラ・ジェット」として販売を継続。スポーツカーメーカーとして名を馳せた。
また、モータースポーツにおけるフランスの復権を唱えるド・ゴール政権の支援を得て、積極的にレース活動を展開した。F1では独自マシンで参戦する一方、ティレルと組んで1969年の世界タイトルを獲得。耐久レースでもル・マン24時間レースを1972年から3連覇するなどの功績を残した。
しかし、レース事業への注力で経営難に陥り、1969年12月にクライスラー傘下のシムカと合併し、社名を「マトラ・シムカ」に変更した。両社の関係は1980年代初めまで続いた。
1983年に独自モデルの生産は終了し、その後はルノーと提携してルノー・エスパスなどを開発・生産した。ラガルデールが母屋を乗っ取るようにマトラグループを買収した後も、グループの柱であるメディア・防衛・自動車分野の一角として残っていた（といっても形だけで、グループ内では日陰の存在だった）。
2003年にラガルデールは自動車製造部門からの撤退を発表。マトラはイタリアのピニンファリーナに売却され、"Matra Automobile Engineering S.A.S"に社名変更した。現在は自動車の先行研究開発 (R&D) が主な業務内容である。

## 市販した自動車
- マトラ・ジェット
- マトラ・M530
- マトラ・シムカ・バゲーラ
- タルボ・マトラ・ムレーナ
- マトラ・シムカ・ランチョ
- 初代ルノー・エスパス

## モータースポーツ

### ワークス創設
1964年にモータースポーツ部門としてマトラ・スポール（Matra Sports ）を設立。フォーミュラカーとスポーツプロトタイプの両分野にワークス体制で参戦した。"MS"シリーズのマシンのタイプナンバーはプロトタイプの場合は3桁で、先頭が"6"で始まる（グループ6を意味すると思われる）。
手始めにF3に参入し、1965年よりフランスF3選手権を3連覇。F2でもケン・ティレル率いるセミワークスチーム マトラ・インターナショナル（Matra International ）を加えて、1967年よりヨーロッパF2選手権を3連覇した。F2混走で行われた1967年ドイツGPでは、ティレル所属のジャッキー・イクスが予選3位相当のタイムを記録する快走をみせた。
また、フランス人若手ドライバーの育成プログラムを推進し、ジャン＝ピエール・ベルトワーズ、ジャン＝ピエール・ジョッソー、アンリ・ペスカロロ、ジョニー・セルボ＝ギャバンらを輩出した。

### F1
1967年のテスト参戦を経て、1968年よりF2用のシャシーを改造し、自社開発の3,000 ccV12エンジン（公称420馬力）を搭載したマシン、MS11でF1世界選手権に本格参戦する。このワークスチームとは別に、セミワークスチームのマトラ・インターナショナルもフォード・コスワース・DFVエンジンを搭載したMS10で参戦。本家の主な成績は2位1回だったが、セミワークスはジャッキー・スチュワートが第5戦オランダGPで、フランス系コンストラクターとしてのF1初優勝を達成。さらに2勝を挙げ、ロータスのグラハム・ヒルと最後までチャンピオンを争った。
翌1969年はワークスがスポーツカー活動に注力したため、セミワークスのマトラ・インターナショナルのみが参戦。スチュワートがシーズン11戦中6勝を挙げる圧勝で、ドライバーズとコンストラクターズの2冠を獲得した。
その年の末、本社がクライスラー傘下のシムカと提携したため、翌1970年からフォードエンジンが使用できなくなり、ティレルはマトラからの独立を選んだ。ワークスのマトラ・スポールは同年から復活したが、目ぼしい成績を残せず1972年をもってF1から撤退した。
1974年のマトラ・スポール解散後も残ったエンジン部門はV型12気筒エンジンの供給を継続し、1975年の終盤戦はシャドウ、1976年以降は新興のリジェと契約した。リジェでは1978年までの3年間と1981年-1982年の計5年間にジャック・ラフィットが3勝を挙げた。1981年-1982年は、マトラの親会社であるタルボがリジェのスポンサーになったため、マトラが復帰した。また、甲高いV12サウンドは、「マトラ・ソプラノ」と呼ばれた。

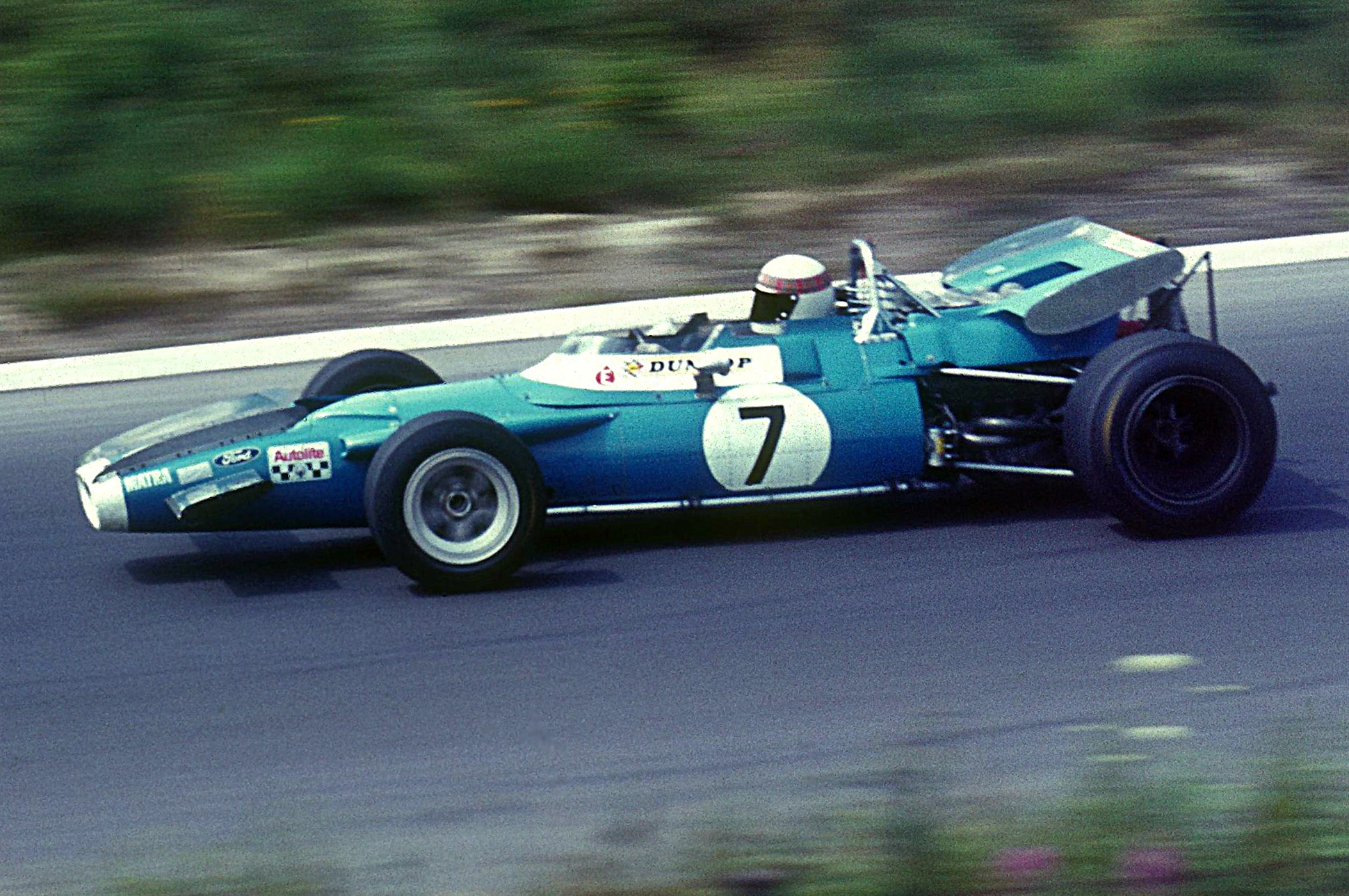
ジャッキー・スチュワートがドライブするマトラ・MS80（1969年ドイツグランプリ）。この年、スチュワートはドライバーズ、コンストラクターズのダブルタイトルをマトラにもたらした。
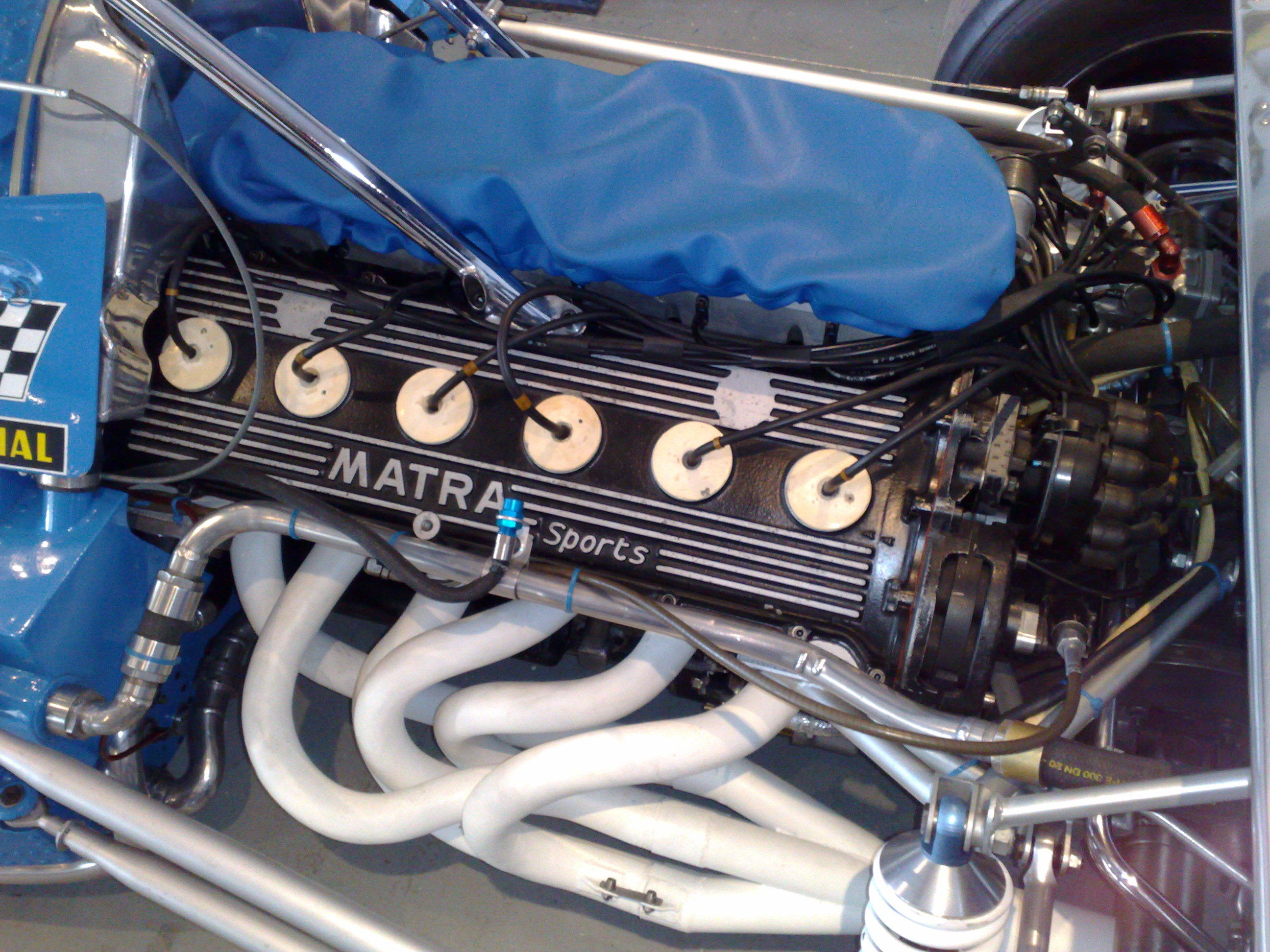
マトラ・スポール・V12エンジンは1968年から1982年にかけてマトラ、シャドウ、リジェのF1エンジンとして使用された。

#### F1世界選手権における成績
コンストラクターとしての成績を下表に記す。
(key) （太字はポールポジション、斜体はファステストラップ）
| 年   | エントラント                             | シャシー       | エンジン             | タイヤ | ドライバー                     | 1   | 2   | 3   | 4   | 5   | 6   | 7   | 8   | 9   | 10  | 11  | 12  | 13  | ポイント | 順位  |
| ---- | ---------------------------------------- | -------------- | -------------------- | ------ | ------------------------------ | --- | --- | --- | --- | --- | --- | --- | --- | --- | --- | --- | --- | --- | -------- | ----- |
| 1966 |                                          |                |                      |        |                                | MON | BEL | FRA | NED | GBR | GER | ITA | USA | MEX |     |     |     |     | - 1      | - 1   |
| 1966 | マトラ・スポール                         | MS5            | フォード SCA 1.0L L4 | D      | ジャン＝ピエール・ベルトワーズ |     |     |     |     |     | 8   |     |     |     |     |     |     |     | - 1      | - 1   |
| 1966 | マトラ・スポール                         | MS5            | フォード SCA 1.0L L4 | D      | ジョー・シュレッサー           |     |     |     |     |     | 10  |     |     |     |     |     |     |     | - 1      | - 1   |
| 1966 | ティレル・レーシング・オーガニゼーション | MS5            | フォード SCA 1.0L L4 | D      | ジャッキー・イクス             |     |     |     |     |     | Ret |     |     |     |     |     |     |     | - 1      | - 1   |
| 1966 | ティレル・レーシング・オーガニゼーション | MS5            | BRM P80 1.0L L4      | D      | ヒューベルト・ハーネ           |     |     |     |     |     | 9   |     |     |     |     |     |     |     | - 1      | - 1   |
| 1967 |                                          |                |                      |        |                                | RSA | MON | NED | BEL | FRA | GBR | GER | CAN | ITA | USA | MEX |     |     | 0        | NC    |
| 1967 | マトラ・スポール                         | MS5 MS7        | フォード FVA 1.6L L4 | D G    | ジョニー・セルボ＝ギャバン     |     | Ret |     |     |     |     |     |     |     |     |     |     |     | 0        | NC    |
| 1967 | マトラ・スポール                         | MS5 MS7        | フォード FVA 1.6L L4 | D G    | ジャン＝ピエール・ベルトワーズ |     | DNQ |     |     |     |     |     |     |     | 7   | 7   |     |     | 0        | NC    |
| 1967 | エキュリー・フォード・フランス           | MS5            | フォード FVA 1.6L L4 | D      | ジョー・シュレッサー           |     |     |     |     |     |     | Ret |     |     |     |     |     |     | 0        | NC    |
| 1967 | ティレル・レーシング・オーガニゼーション | MS7            | フォード FVA 1.6L L4 | D      | ジャッキー・イクス             |     |     |     |     |     |     | Ret |     |     |     |     |     |     | 0        | NC    |
| 1968 |                                          |                |                      |        |                                | RSA | ESP | MON | BEL | NED | FRA | GBR | GER | ITA | CAN | USA | MEX |     | 8        | 9位 2 |
| 1968 | マトラ・スポール                         | MS11           | マトラ MS9 3.0L V12  | D      | アンリ・ペスカロロ             |     |     |     |     |     |     |     |     |     | Ret | DNS | 9   |     | 8        | 9位 2 |
| 1968 | マトラ・スポール                         | MS11           | マトラ MS9 3.0L V12  | D      | ジャン＝ピエール・ベルトワーズ |     |     | Ret | 8   | 2   | 9   | Ret | Ret | 5   | Ret | Ret | Ret |     | 8        | 9位 2 |
| 1968 | マトラ・スポール                         | MS7            | フォード FVA 1.6L L4 | D      | ジャン＝ピエール・ベルトワーズ | 6   |     |     |     |     |     |     |     |     |     |     |     |     | 45       | 3位 2 |
| 1968 | マトラ・インターナショナル               | MS9 MS10       | フォード DFV 3.0L V8 | D      | ジャン＝ピエール・ベルトワーズ |     | 5   |     |     |     |     |     |     |     |     |     |     |     | 45       | 3位 2 |
| 1968 | マトラ・インターナショナル               | MS9 MS10       | フォード DFV 3.0L V8 | D      | ジャッキー・スチュワート       | Ret | Inj | Inj | 4   | 1   | 3   | 6   | 1   | Ret | 6   | 1   | 7   |     | 45       | 3位 2 |
| 1968 | マトラ・インターナショナル               | MS9 MS10       | フォード DFV 3.0L V8 | D      | ジョニー・セルボ＝ギャバン     |     |     | Ret |     |     |     |     |     | 2   | Ret |     | Ret |     | 45       | 3位 2 |
| 1969 |                                          |                |                      |        |                                | RSA | ESP | MON | NED | FRA | GBR | GER | ITA | CAN | USA | MEX |     |     | 66       | 1位   |
| 1969 | マトラ・インターナショナル               | MS10 MS80 MS84 | フォード DFV 3.0L V8 | D      | ジャッキー・スチュワート       | 1   | 1   | Ret | 1   | 1   | 1   | 2   | 1   | Ret | Ret | 4   |     |     | 66       | 1位   |
| 1969 | マトラ・インターナショナル               | MS10 MS80 MS84 | フォード DFV 3.0L V8 | D      | ジャン＝ピエール・ベルトワーズ | 6   | 3   | Ret | 8   | 2   | 9   | 12  | 3   | 4   | Ret | 5   |     |     | 66       | 1位   |
| 1969 | マトラ・インターナショナル               | MS10 MS80 MS84 | フォード DFV 3.0L V8 | D      | ジョニー・セルボ＝ギャバン     |     |     |     |     |     |     |     |     | 6   | NC  | 8   |     |     | 66       | 1位   |
| 1969 | マトラ・インターナショナル               | MS7            | フォード FVA 1.6L L4 | D      | ジョニー・セルボ＝ギャバン     |     |     |     |     |     |     | Ret |     |     |     |     |     |     | 66       | 1位   |
| 1969 | マトラ・スポール                         | MS7            | フォード FVA 1.6L L4 | D      | アンリ・ペスカロロ             |     |     |     |     |     |     | 5 1 |     |     |     |     |     |     | 66       | 1位   |
| 1970 |                                          |                |                      |        |                                | RSA | ESP | MON | BEL | NED | FRA | GBR | GER | AUT | ITA | CAN | USA | MEX | 23       | 6位   |
| 1970 | エキップ・マトラ・エルフ                 | MS120          | マトラ MS12 3.0L V12 | G      | ジャン＝ピエール・ベルトワーズ | 4   | Ret | Ret | 3   | 5   | 13  | Ret | Ret | 6   | 3   | 8   | Ret | 5   | 23       | 6位   |
| 1970 | エキップ・マトラ・エルフ                 | MS120          | マトラ MS12 3.0L V12 | G      | アンリ・ペスカロロ             | 7   | Ret | 3   | 6   | 8   | 5   | Ret | 6   | 14  | Ret | 7   | 8   | 9   | 23       | 6位   |
| 1971 |                                          |                |                      |        |                                | RSA | ESP | MON | NED | FRA | GBR | GER | AUT | ITA | CAN | USA |     |     | 9        | 7位   |
| 1971 | エキップ・マトラ・スポール               | MS120B         | マトラ MS71 3.0L V12 | G      | ジャン＝ピエール・ベルトワーズ |     | 6   | Ret | 9   | 7   | 7   |     |     |     | Ret | 8   |     |     | 9        | 7位   |
| 1971 | エキップ・マトラ・スポール               | MS120B         | マトラ MS71 3.0L V12 | G      | クリス・エイモン               | 5   | 3   | Ret | Ret | 5   | Ret | Ret |     | 6   | 10  | 12  |     |     | 9        | 7位   |
| 1972 |                                          |                |                      |        |                                | ARG | RSA | ESP | MON | BEL | FRA | GBR | GER | AUT | ITA | CAN | USA |     | 12       | 8位   |
| 1972 | エキップ・マトラ                         | MS120C MS120D  | マトラ MS72 3.0L V12 | G      | クリス・エイモン               | Ret | 15  | Ret | 6   | 6   | 3   | 4   | 15  | 5   | Ret | 6   | 15  |     | 12       | 8位   |

- ^1 - ドイツGPは1969年までF2マシンの混走が認められていたが、F1とは別部門であったためポイントは付与されない。
- ^2 - 1968年のコンストラクターズランキングは、マトラ-フォードが3位（45点）、マトラ（-マトラ）が9位（8点）。

### 耐久レース

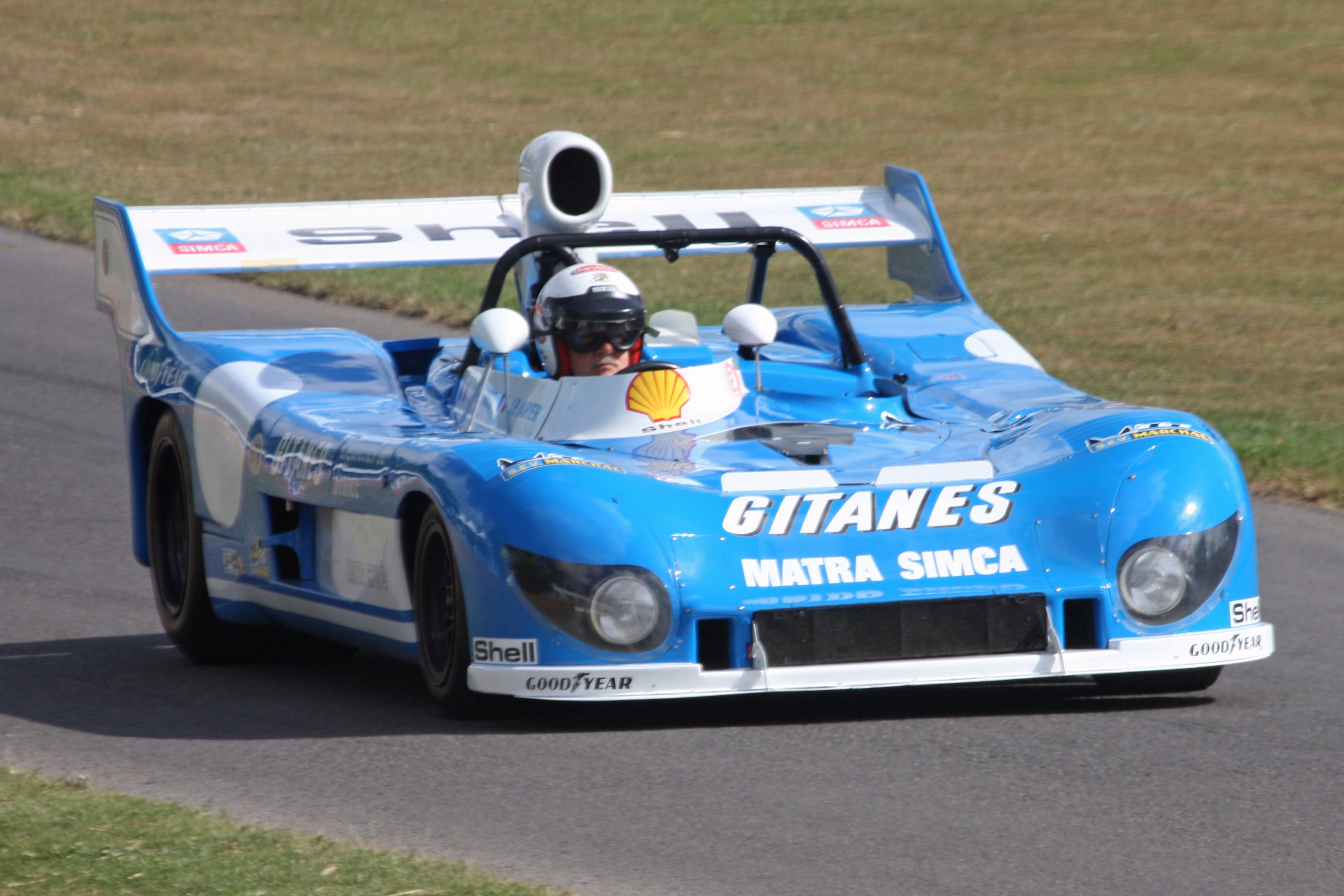
マトラ・シムカMS670B（1974年）

スポーツカーレースにおいては地元ル・マン24時間レースの制覇を目標に掲げた。1966年にBRM製2,000 ccV8エンジンを搭載するMS620を開発し、ル・マンおよび選手権シリーズに参戦を開始した。
1968年にはF1用をデチューンした自製V型12気筒エンジンを投入。フェラーリ、フォード、ポルシェらのワークスと激戦を展開した。1972年のル・マン24時間レースではMS670を駆るアンリ・ペスカロロ / グラハム・ヒル組が念願の総合優勝を達成。1974年まで3連覇し、フランス人ドライバーのペスカロロとジェラール・ラルース（後のラルースオーナー）は、政府からレジオンドヌール勲章を授与された。
世界メーカー選手権においても1973年・1974年にメイクスタイトルを連覇するなど、マトラ・スポールは耐久レース界の頂点を極めたが、マトラ社は1974年をもってワークス活動撤退を決定した。ジェラール・ドゥカルージュら技術陣の多くは、リジェの創設に参加した。